# Elien Paupe
Elien Paupe (* 2. August 1995 in Delsberg) ist ein ehemaliger Schweizer Eishockeytorhüter, der im Verlauf seiner aktiven Karriere unter anderem für den EHC Biel in der National League gespielt hat.

## Karriere

### Vereine
Paupe durchlief den Grossteil seiner Nachwuchszeit bei den Junioren des HC Ajoie, ehe er 2012 zum EHC Biel wechselte. Nachdem er in der Saison 2011/12 noch bei den Novizen zum Einsatz gekommen war, spielte er ab der Saison 2012/13 nur noch bei den Elite-Junioren. Um weitere Spielpraxis zu sammeln, kam Paupe regelmässig beim HC Ajoie in der National League B zum Einsatz, wo er in der Saison 2015/16 seine erste Profisaison absolvierte. In der Saison 2017/18 kam er zu seinem ersten Einsatz in der höchsten Liga der Schweiz im Dress des EHC Biel.
In den folgenden Jahren wurde er mehrmals an andere Vereine ausgeliehen, ehe er zur Saison 2022/23 fix zum SC Langenthal in die zweitklassige Swiss League wechselte. Nach der Saison 2022/23 entschied er, seine Profikarriere mangels Angeboten zu beenden und sich stattdessen seinem Studium zu widmen.

### Nationalmannschaften
Paupe bestritt Partien für U16-, U17- und U18-Auswahlen der Schweizer Nachwuchsnationalmannschaft.